# Sint-Antoniuskathedraal (Breda)
De Sint-Antoniuskathedraal (ook Sint-Antoniuskerk genoemd) is de kathedrale kerk van het bisdom Breda in de Sint-Janstraat in Breda. De kathedraal is gewijd aan de heilige Antonius van Padua. De kathedraal bevindt zich in het centrum van Breda niet ver van de Grote Markt.
De Sint-Antoniuskerk is een zogenaamde Waterstaatskerk, een kerk waarvan de bouw grotendeels betaald werd door de landelijke overheid en om die reden onder toezicht stond van ingenieurs van Waterstaat. De kerk werd gebouwd in 1837 naar een ontwerp van architect Pieter Huijsers in de toen gebruikelijke neoclassicistische stijl. Dit uit zich aan de buitenkant voornamelijk in de voorgevel. Drie soorten zuilen uit de klassieke oudheid zijn duidelijk te onderscheiden: van onder naar boven Dorisch, Ionisch en Korinthisch. Het fronton onder de klokkenstoel lijkt op een Griekse tempel. Het bovenste torentje lijkt op een Romeins of Grieks liefdestempeltje.
De kerk werd gebouwd als parochiekerk maar werd in 1853, na het herstel van de bisschoppelijke hiërarchie, de eerste kathedraal van het bisdom. Maar de Antonius hield niet lang de kathedrale waardigheid. In 1876 werd de Sint-Barbarakerk tot kathedraal gewijd. Na de sluiting van deze kerk in 1968 ging de titel naar de later gesloopte Sint-Michaelkerk in het Brabantpark. Sinds 1 januari 2001 is de Antoniuskerk opnieuw kathedraal, op verzoek van bisschop Muskens.

## Interieur
In het midden staan twee rijen van vijf zuilen. Er zijn twee ruraalzuilen aan beide kanten, voor en achter, en middenin acht losse zuilen, totaal twaalf. Dit duidt in de iconografie op de twaalf apostelen, die de kerk ondersteunen. De kerk heeft een prachtig in hout gesneden preekstoel van de Vlaamse kunstenaar Hendrik Peeters-Divoort over het leven van de heilige Antonius. Vermeldenswaard zijn ook het Antonius-altaar uit 1899, het hoofdaltaar uit 1888 en de gebrandschilderde ramen.

## Orgels
Het orgel is gebouwd door de 19e-eeuwse Belgische orgelfamilie Loret en in 1910 grondig verbouwd door Michaël Maarschalkerweerd, die onder meer een pneumatische tractuur aanbracht. Omstreeks 1950 vonden nieuwe verbouwingen plaats door Verschueren. Het instrument heeft twee manualen, 14 registers en een vrij pedaal.
Sinds 2005 heeft de kerk ook een uit Londen afkomstig tweeklaviers koororgel dat in 1905 is gebouwd door William Hill & Sons. Het heeft zeven registers, een aangehangen pedaal en mechanische tractuur.  

## Galerij

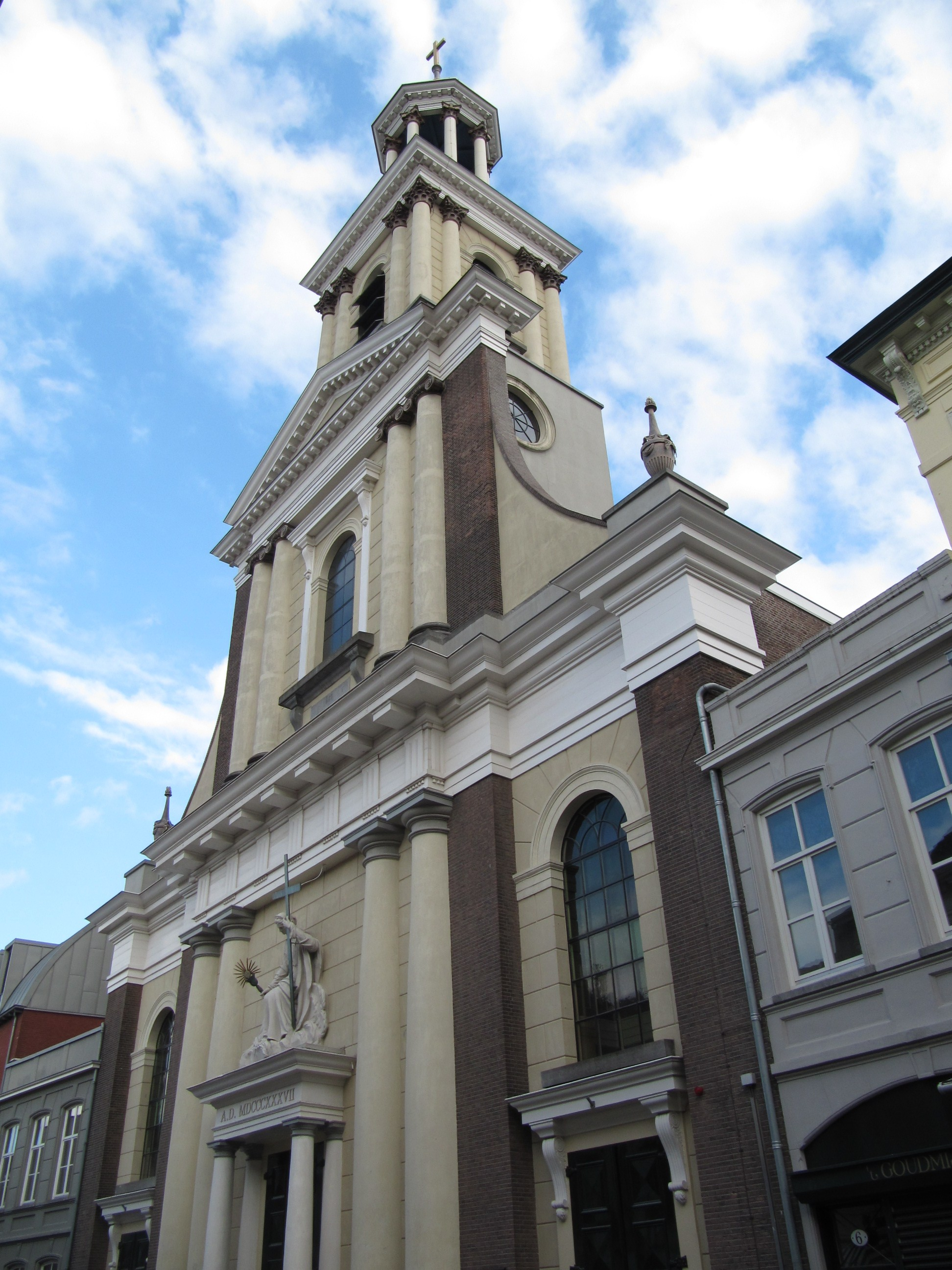
Façade
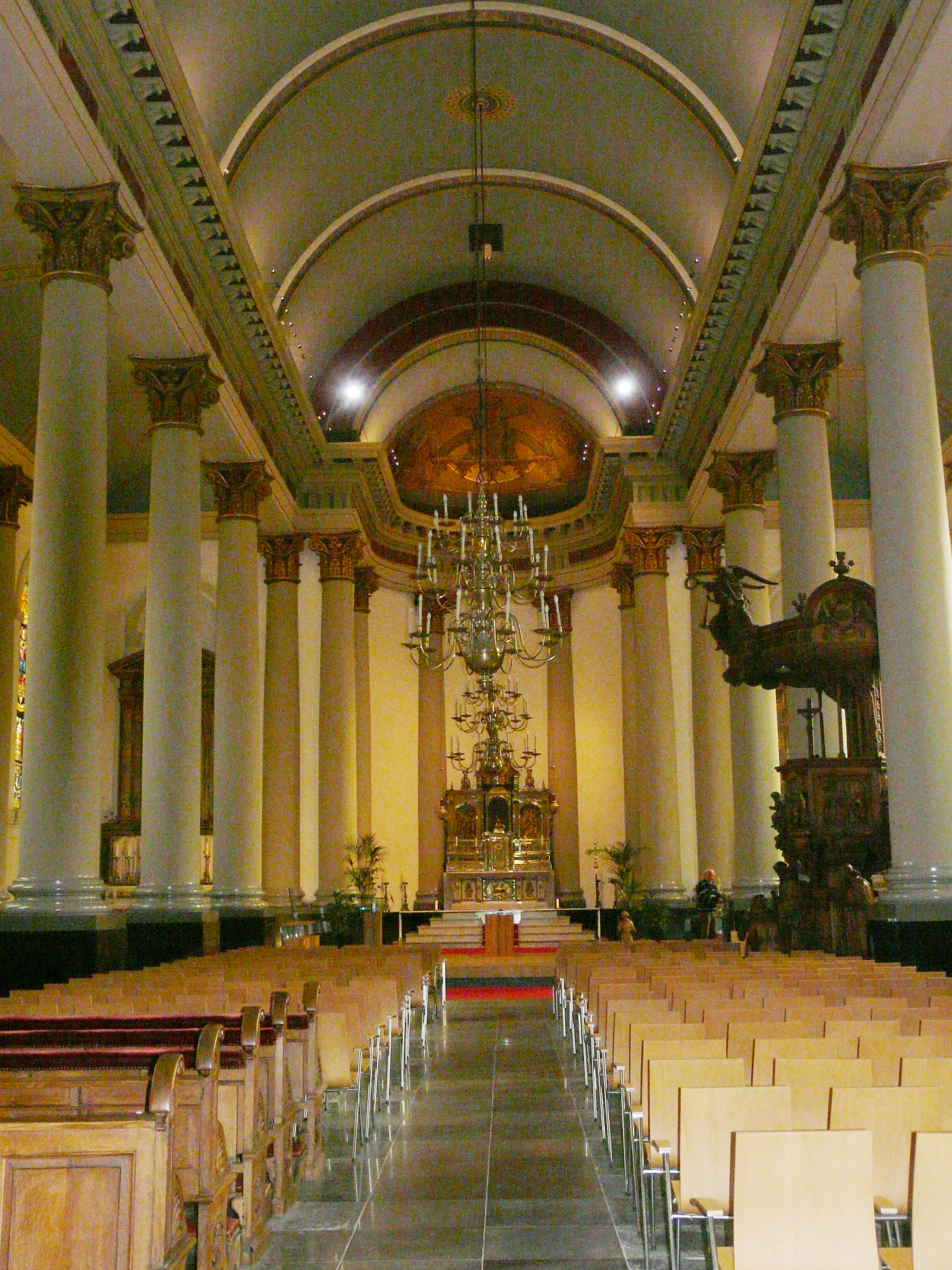
Interieur
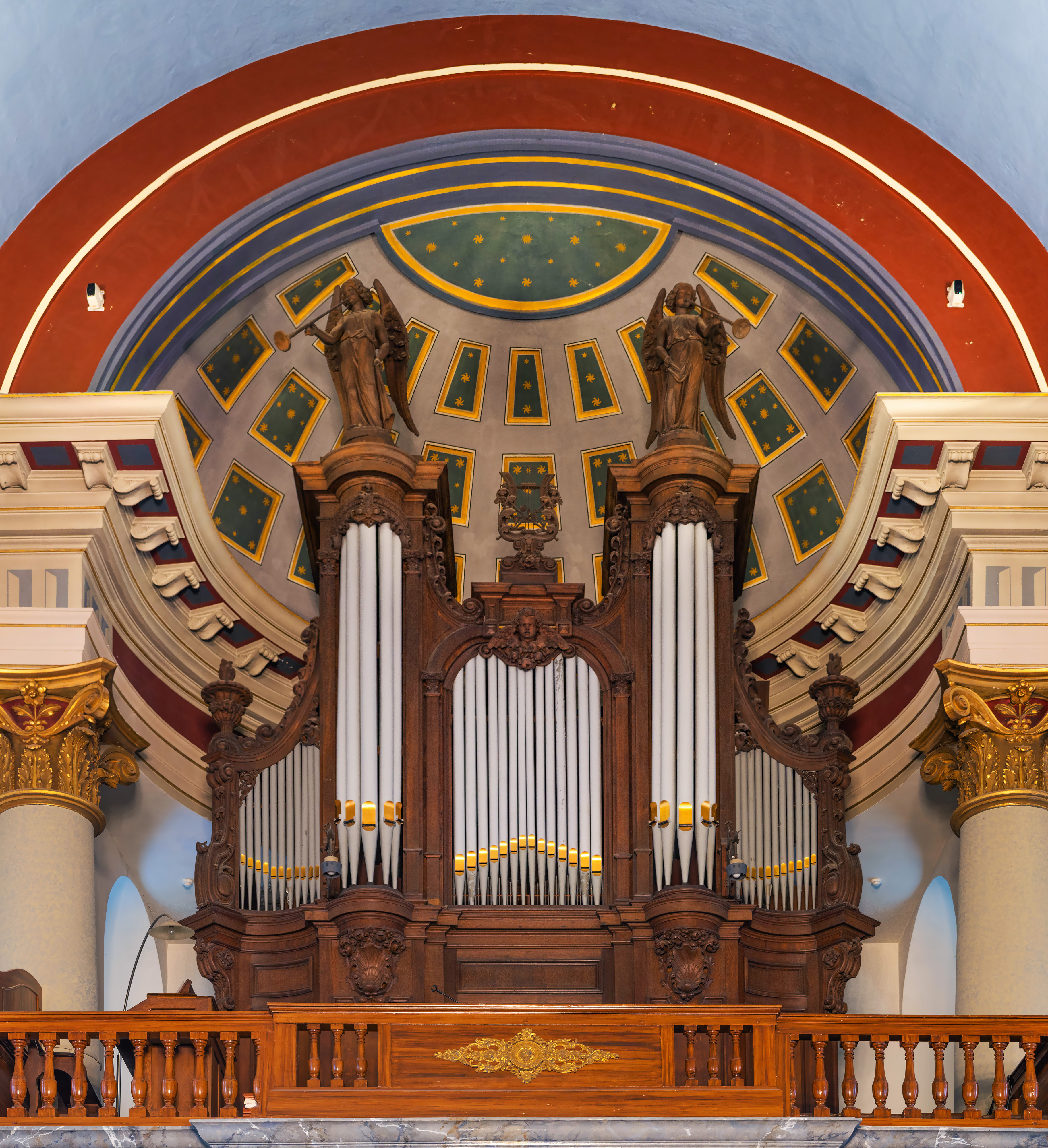
Het Loret/Maarschakerweerd-orgel op de balustrade, boven de ingang
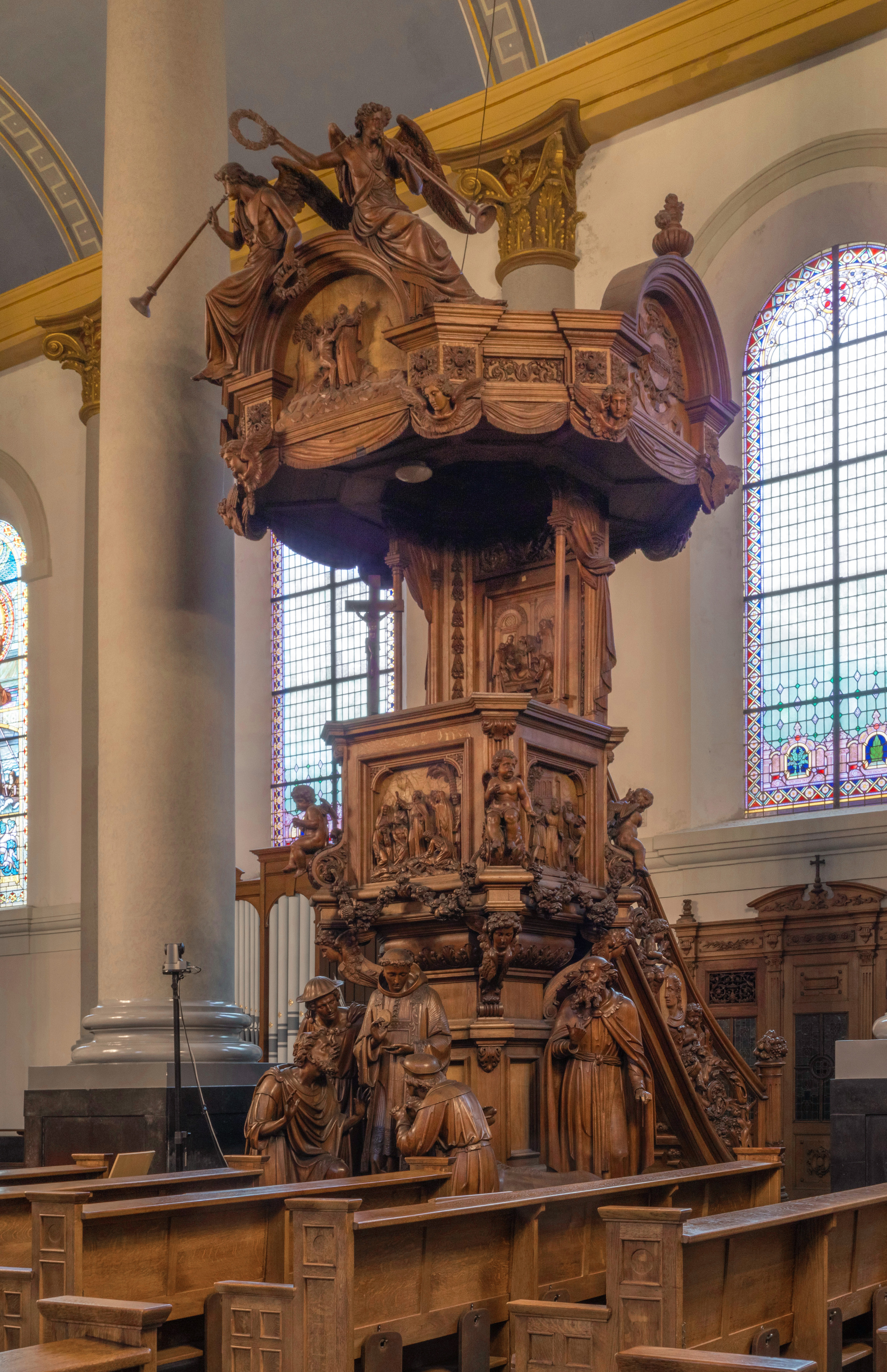
Preekstoel
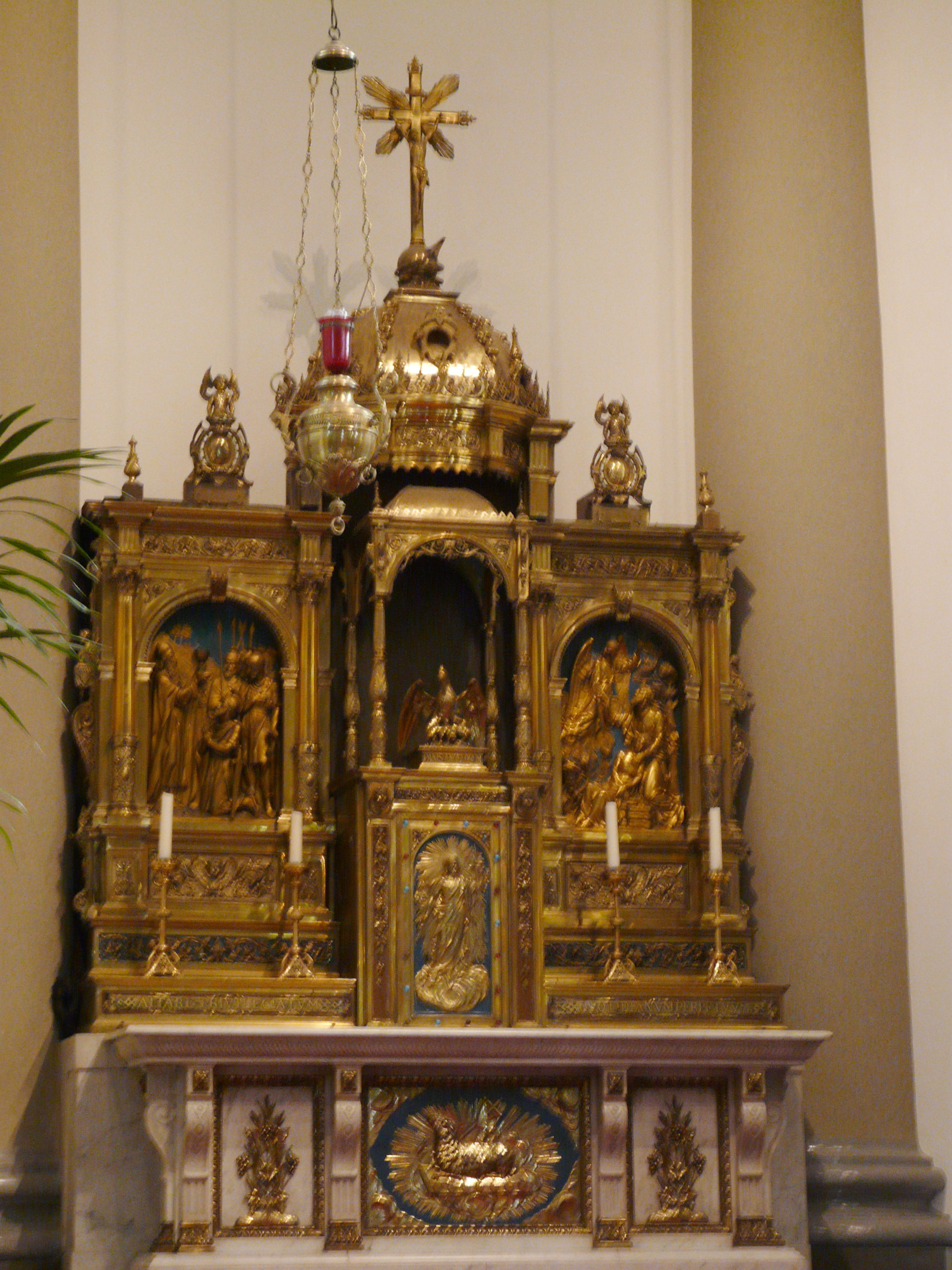
Hoofdaltaar
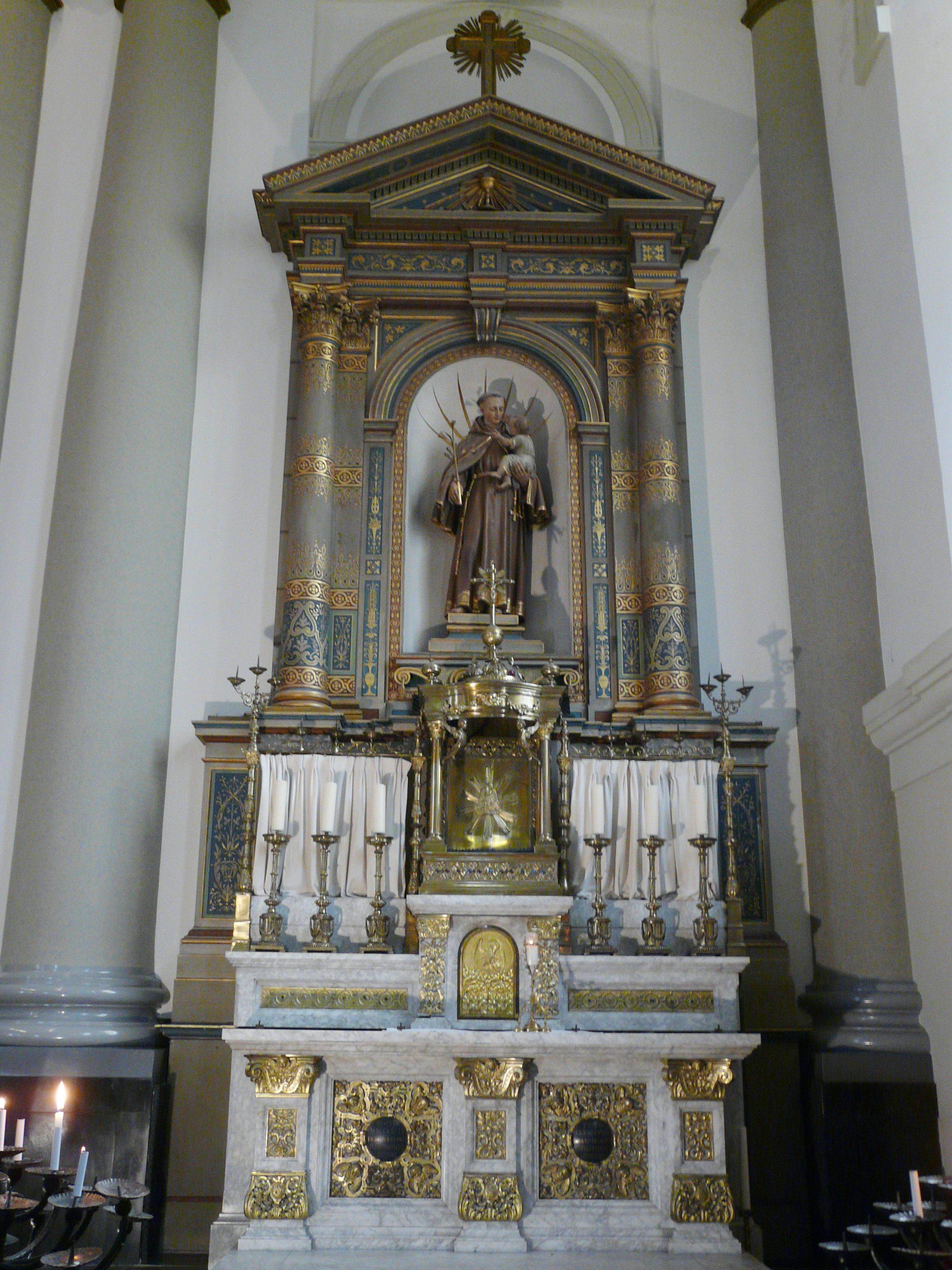
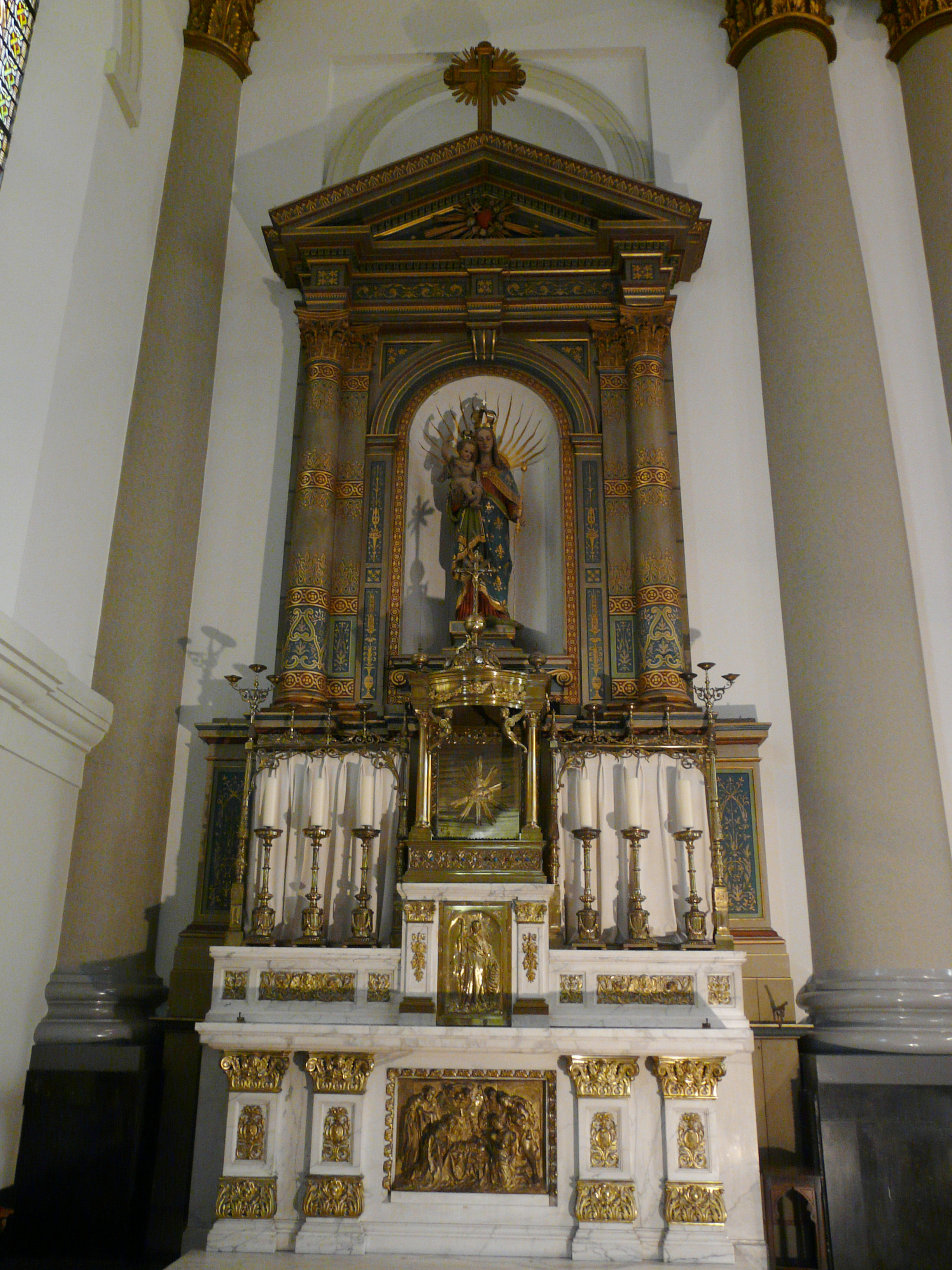
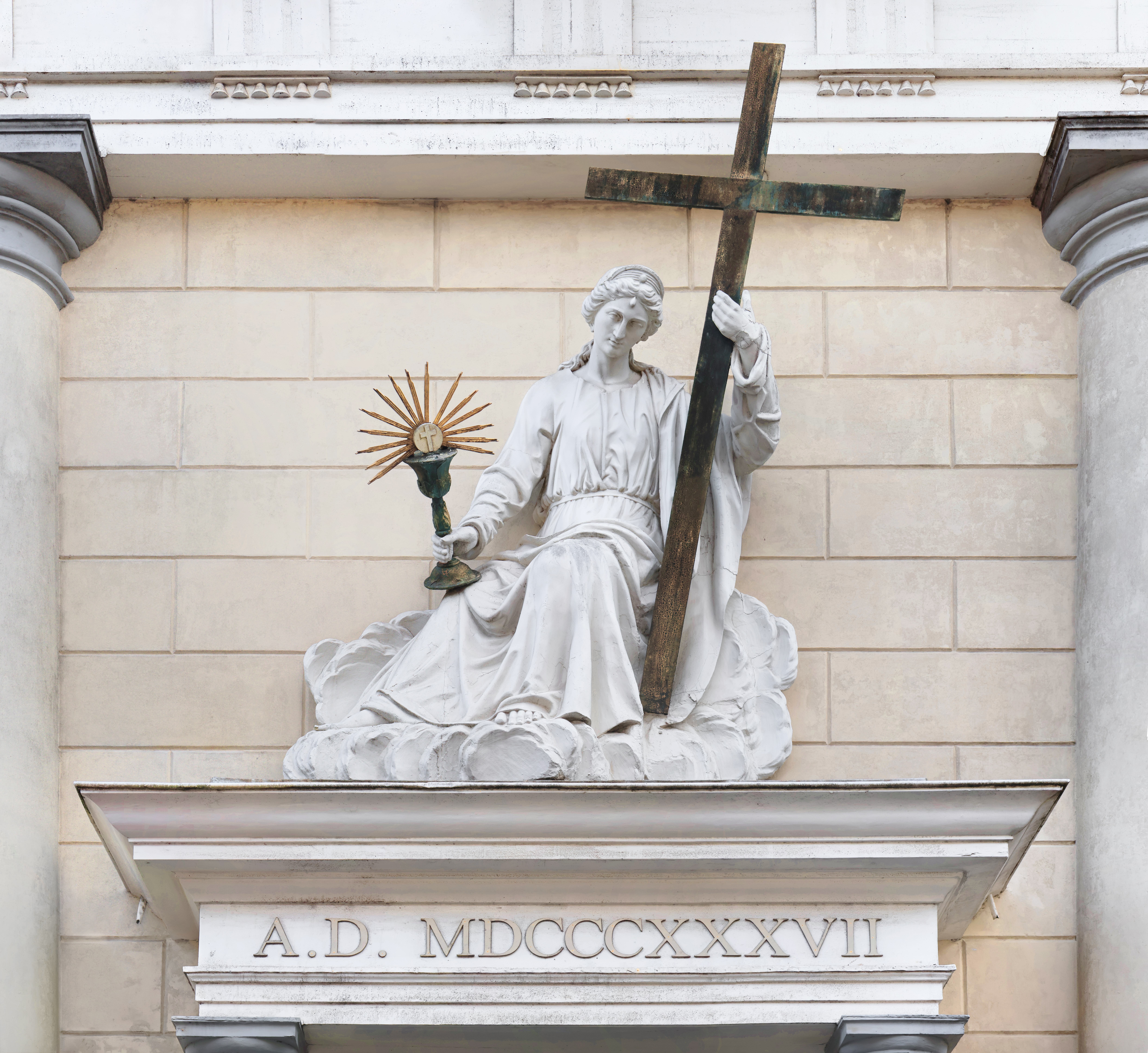
Detail voorgevel